# 15-й меридіан західної довготи
15-й меридіан західної довготи — лінія довготи, що лежить на 15 градусів західніше Гринвіцького меридіана. Вона проходить від Північного полюса через Північний Льодовитий океан, Гренландію, Ісландію, Атлантичний океан, Африку, Південний океан та Антарктиду до Південного полюса.
15-й меридіан західної довготи формує велике коло разом із 165-тим меридіаном східної довготи.
Це центральний меридіан часового поясу UTC-1

## Список географічних об'єктів, що перетинає 15° зх. д.
Починаючи на Північному полюсі та рухаючись до Південного полюса, 15-й меридіан західної довготи проходить через:
| Координати                                                 | Країна, територія або море | Примітки                                                        |
| ---------------------------------------------------------- | -------------------------- | --------------------------------------------------------------- |
| 90°0′ пн. ш. 15°0′ зх. д. / 90.000° пн. ш. 15.000° зх. д.  | Північний Льодовитий океан |                                                                 |
| 81°55′ пн. ш. 15°0′ зх. д. / 81.917° пн. ш. 15.000° зх. д. | Гренландія                 | Проходить через льодовик Флейд-Ісблік[en]                       |
| 80°44′ пн. ш. 15°0′ зх. д. / 80.733° пн. ш. 15.000° зх. д. | Атлантичний океан          | Гренландське море                                               |
| 66°21′ пн. ш. 15°0′ зх. д. / 66.350° пн. ш. 15.000° зх. д. | Ісландія                   |                                                                 |
| 64°14′ пн. ш. 15°0′ зх. д. / 64.233° пн. ш. 15.000° зх. д. | Атлантичний океан          |                                                                 |
| 24°35′ пн. ш. 15°0′ зх. д. / 24.583° пн. ш. 15.000° зх. д. | Західна Сахара             | Претендує Марокко та Сахарська Арабська Демократична Республіка |
| 21°20′ пн. ш. 15°0′ зх. д. / 21.333° пн. ш. 15.000° зх. д. | Мавританія                 |                                                                 |
| 16°41′ пн. ш. 15°0′ зх. д. / 16.683° пн. ш. 15.000° зх. д. | Сенегал                    |                                                                 |
| 13°48′ пн. ш. 15°0′ зх. д. / 13.800° пн. ш. 15.000° зх. д. | Гамбія                     |                                                                 |
| 13°29′ пн. ш. 15°0′ зх. д. / 13.483° пн. ш. 15.000° зх. д. | Сенегал                    |                                                                 |
| 12°41′ пн. ш. 15°0′ зх. д. / 12.683° пн. ш. 15.000° зх. д. | Гвінея-Бісау               |                                                                 |
| 10°57′ пн. ш. 15°0′ зх. д. / 10.950° пн. ш. 15.000° зх. д. | Гвінея                     | Проходить через острів Катчек                                   |
| 10°46′ пн. ш. 15°0′ зх. д. / 10.767° пн. ш. 15.000° зх. д. | Атлантичний океан          |                                                                 |
| 60°0′ пд. ш. 15°0′ зх. д. / 60.000° пд. ш. 15.000° зх. д.  | Південний океан            |                                                                 |
| 72°4′ пд. ш. 15°0′ зх. д. / 72.067° пд. ш. 15.000° зх. д.  | Антарктида                 | Проходить через Землю Королеви Мод (претендує Норвегія)         |